# Hedengang
Hedengang (dänisch Ableben) ist eine EP des dänischen Funeral-Doom-Projektes Nortt.

## Geschichte
Drei Jahre nachdem Nortt mit Graven ein letztes Demo veröffentlichte kooperierte das Projekt mit Sombre Records für die Veröffentlichung einer EP, die aus zwei Songs, Intro und Outro bestand. Die beiden Song wurden später für Gudsforladt neu aufgenommen. Und die EP wurde von Nortt als Teil der Split-EP Hedengang / A Curse for the Lifeless, die von Nortt mit Xasthur gestaltet wurde, verwertet.
Anders als zuvor kooperierte Nortt mit Jarne Beutnagel als Produzent und Tontechniker und nahm das Material im Frühling, anstelle im Herbst auf. Jeppe Hasseriis von Usipian übernahm das Mastering der EP. Hinzukommend verzichtete Nortt auf den Gebrauch eines Drumcomputer und spielte das Schlagzeug analog ein.

## Albuminformationen
Hedengang wurde im Jahr 2002 als erste EP, mit zwei 7"-Vinyl-Singles von Nortt mit vier Titeln und einer Gesamtspielzeit von 17:26 Minuten über Sombre Records veröffentlicht. Die wiederveröffentlichung als Split-EP Hedengang / A Curse For The Lifeless über Total Holocaust Records 2004 und Southern Lord 2005 präsentierten die gesamten Aufnahmen auf einer LP-Seite oder zusammenhängend auf einer CD. Für Gudsforladt wurden die Stücke Glemt und Død og borte neu eingespielt.

### Titelliste
1. Hedengangen (Intro): 01:54
2. Glemt: 07:30
3. Død og borte: 05:47
4. Dystert sind (Outro): 02:15

### Stil
Nortt nutzt eine musikalische Selbstbeschreibung als „Pure Depressive Black Funeral Doom Metal“.
In Relation zur Variante der Aufnahmen für Gudsforladt wird Hedengang als depressiver, dreckiger und hässlicher, in einem zusprechenden Sinn wahrgenommen. Beide Varianten der Stücke basieren auf dem Klang des Klaviers, doch auf Hedengang sind sie „roher, rauer und langsamer“. Bereits das Intro beinhaltet den musikalischen Aufbau der sich über die gesamte EP erstreckt. Annähernd statisches, jedoch massiv verzerrte Gitarrenanschläge. Auf dem Klavier gespielte minimalistische Melodien und ein Keyboard, dass fortwährend einen Hintergrund bildet. Der Rhythmus bleibt einfach und langsam, während der Gesang zwischen krächzenden Schreien und Flüstern variiert.

## Wahrnehmung
Als „das Gesicht hässlicher und reiner Depressionen ohne Kompromisse oder Verschönerung“ transportiere die EP „einfach nur Schmerz“ schrieb Klamerin Malamov über Hedengang für Doom-Metal.com.